# Interceptor Body Armor

Westenkorpus (MTV) des USMC als Ersatz für die OTV

Die Interceptor Body Armor (IBA) ist eine Schutzweste der amerikanischen Streitkräfte. Sie löste 1999 das PASGT (Personnel Armor System for Ground Troops) System ab und ist seit 2001 Standardausrüstung für alle Soldaten der US Army und des US Marine Corps (USMC) in Kampfgebieten.
Die frühen Versionen bestanden aus einer Splitterschutzweste (Outer Tactical Vest, OTV: 3,4 kg) und zwei SAPI (Small Arms Protective Inserts: 3,6 kg) Platten mit der Schutzklasse IV. Die frühen Versionen waren mit einem modularen Kehlkopf- und Tiefschutz ausgestattet. Im Einsatz wurde dieser Schutz jedoch erweitert. So zeigten forensische Studien, dass Verletzungen durch Schrapnelle im Bereich des Oberarms eine häufige Todesursache waren. Außerdem ergab eine Bedrohungsanalyse, dass Scharf- und Heckenschützen aufgrund des ballistischen Schutzes für Brust und Rücken, vermehrt die Flanken als großflächiges und ungeschütztes Ziel nutzten. Auch die SAPI-Platten erwiesen sich z. T. als problematisch, da es Vorfälle gab, bei denen Scharfschützen diese mit großkalibriger, panzerbrechender Munition durchschlagen konnten. Aus diesem Grund wurden von 2004 bis 2006 weitere modulare Schutzpakete eingeführt, die je nach Bedrohungslage und Einsatzerfordernissen angebracht werden können.
Zu diesen gehören:
- seitliche Keramikplatten (Enhanced Side Ballistic Inserts, ESBI: 3,1 kg). Sie lösten die improvisierten Einlagen in Form von alten, kleinen SAPI-Platten ab.
- Ober und Unterarmprotektoren aus Kevlar (Deltoid and Axillary Protector, DAP: 2,3 kg)
- verstärkte ESAPI-Platten (Enhanced SAPI: 4,9 kg), deren Schutz über den der Schutzklasse IV hinausgeht. Sie sind in der Lage, mehreren Treffern der SK4 und SK3 standzuhalten. Ihre genauen Leistungen sind jedoch Verschlusssache. Sie sind seit 2006 die Standardplatten für alle IBA-Westen.

Da sich durch diese erweiterten Schutzmaßnahmen das Gewicht des Systems um mehr als 6 kg erhöhte, wurde die Belastung durch den mangelnden Tragekomfort der OTV noch höher. Aufgrund der langen Einsatzzeiten, führte die einseitige Gewichtsverteilung zu Rückenschmerzen und diversen Erkrankungen im Schulterbereich. Aus diesem Grund entwickelten das USMC und die US Army eigene verbesserte Schutzwesten:
Das USMC stattet ab 2007 seine verlegten Truppenteile mit einer neuen Schutzweste, der MTV (Modular Tactical Vest) aus, die die gleichen ballistischen Komponenten verwendet, aber einen neuen Westenkorpus mit besserer Gewichtsverteilung hat. Die zusätzlichen ESBI-Platten sind von vornherein integriert. Sie wiegt jedoch ca. 0,5 kg mehr als die jetzige OTV.
Die US-Army hat angekündigt, die OTV durch die neue IOTV (improved outer tactical vest) zu ersetzen. Diese soll durch einen Bauchgurt das Gewicht besser verteilen und wiegt ca. 1,5 kg weniger als die jetzige OTV. Sie soll über deutlich erhöhten Tragekomfort verfügen und eine größere Fläche des Körpers vor Granatsplittern schützen. Des Weiteren sind auch hier die ESBI-Platten direkt integriert. Sie wird im neuen UCP-Tarnmuster (Universal Camouflage Pattern) der US Army geliefert und soll bis Dezember 2007 bei allen Einheiten im Kampfeinsatz die OTV ablösen.

## Auswirkungen
Die Einführung von Körperpanzerung mit einer der Bedrohungslage angepassten Schutzklasse führte zu einem starken Rückgang amerikanischer Verluste. Eine Studie des britischen Verteidigungsministeriums ergab, dass Verletzungen des Körperstammes bei amerikanischen Einheiten, die mit Interceptor- oder Spear-Westen ausgestattet waren, um 50 bis 90 % gesunken sind. Die Gesamtanzahl Gefallener sank damit um 20 bis 30 %. Aus diesem Grund führte die britische Armee eine ähnliche Schutzweste, die Osprey ICBA (improved combat body armor), ein.